# Andornaktálya
Andornaktálya là một thị trấn thuộc hạt Heves, Hungary. Thị trấn này có diện tích 16,75 km², dân số năm 2010 là 2766 người, mật độ 165 người/km².